# Лука Видмар
Лука Видмар (словен. Luka Vidmar — Љубљана, 17. мај 1986) професионални је словеначки хокејаш на леду који игра на позицијама одбрамбеног играча.
Члан је сениорске репрезентације Словеније за коју је на међународној сцени дебитовао на светском првенству 2010. у првој дивизији.
У периоду од 2007. до 2011. студирао је у Сједињеним Државама на Универзитету у Енкориџу за чији хокејашки тим је играо пуне 4 сезоне. Потом је, пре повратка у Европу, још 6 сезона играо у нижим америчким лигама.